# Jan Brueghel cel Bătrân

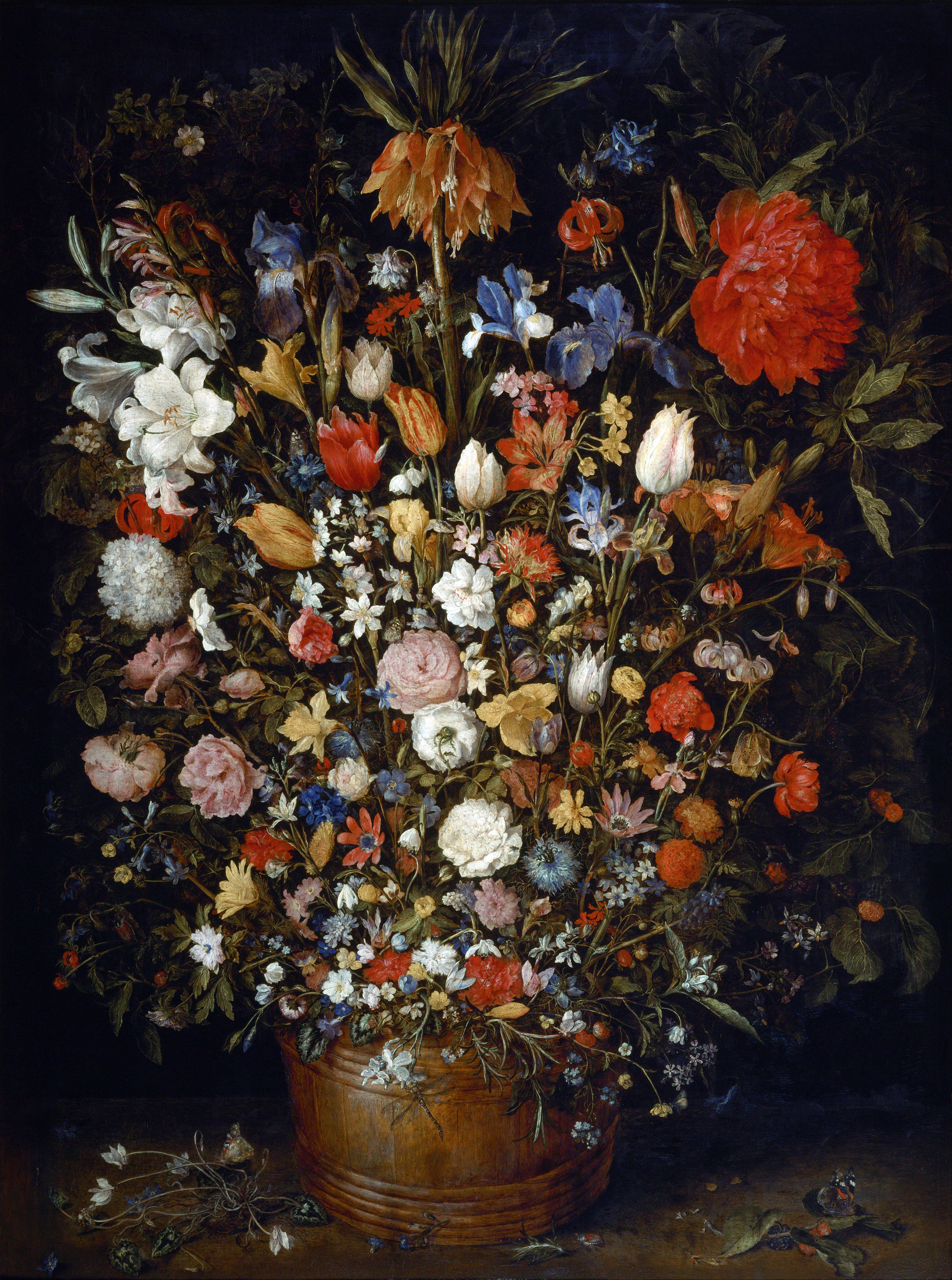
Buchet, pictat în 1606/7

Jan Brueghel cel Bătrân sau I al Catifelelor (n. 1568, Bruxelles - d. 13 ianuarie 1625, Anvers) a fost un pictor flamand. A pictat împreună cu Rubens Alegoriile celor cinci simțuri.

## Genealogie
|                           |                           |                           |                           | Pieter Bruegel cel Bătrân |                           |  |  |                         |                         |                         |                         |                         |                         |  |  |  |  |  |  |  |  |  |  |  |  |  |  |
|                           |                           |                           |                           |                           |                           |  |  |                         |                         |                         |                         |                         |                         |  |  |  |  |  |  |  |  |  |  |  |  |  |  |
|                           |                           |                           |                           |                           |                           |  |  |                         |                         |                         |                         |                         |                         |  |  |  |  |  |  |  |  |  |  |  |  |  |  |
| Pieter Brueghel cel Tânăr | Pieter Brueghel cel Tânăr | Pieter Brueghel cel Tânăr | Pieter Brueghel cel Tânăr | Pieter Brueghel cel Tânăr | Pieter Brueghel cel Tânăr |  |  | Jan Brueghel cel Bătrân | Jan Brueghel cel Bătrân | Jan Brueghel cel Bătrân | Jan Brueghel cel Bătrân | Jan Brueghel cel Bătrân | Jan Brueghel cel Bătrân |  |  |  |  |  |  |  |  |  |  |  |  |  |  |
| Pieter Brueghel cel Tânăr | Pieter Brueghel cel Tânăr | Pieter Brueghel cel Tânăr | Pieter Brueghel cel Tânăr | Pieter Brueghel cel Tânăr | Pieter Brueghel cel Tânăr |  |  | Jan Brueghel cel Bătrân | Jan Brueghel cel Bătrân | Jan Brueghel cel Bătrân | Jan Brueghel cel Bătrân | Jan Brueghel cel Bătrân | Jan Brueghel cel Bătrân |  |  |  |  |  |  |  |  |  |  |  |  |  |  |
|                           |                           |                           |                           |                           |                           |  |  | Jan Brueghel cel Tânăr  |                         |                         |                         |                         |                         |  |  |  |  |  |  |  |  |  |  |  |  |  |  |
|                           |                           |                           |                           |                           |                           |  |  |                         |                         |                         |                         |                         |                         |  |  |  |  |  |  |  |  |  |  |  |  |  |  |
|                           |                           |                           |                           |                           |                           |  |  | Abraham Brueghel        |                         |                         |                         |                         |                         |  |  |  |  |  |  |  |  |  |  |  |  |  |  |